# 旃檀林

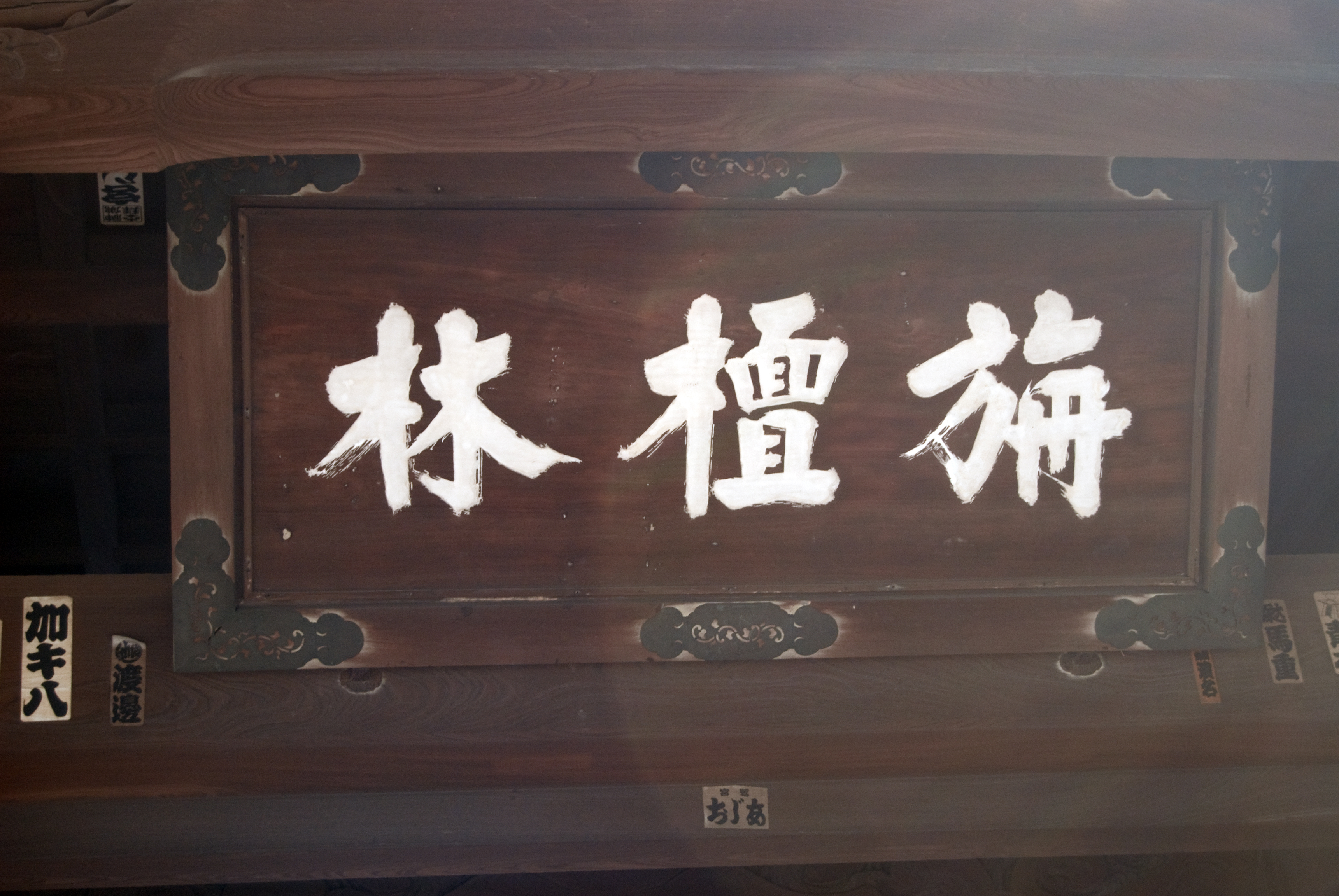
吉祥寺にある「旃檀林」の額

旃檀林（せんだんりん）は、1592年に駿河台の吉祥寺内に設けられた学寮（檀林）を指す。

## 概要
駒澤大学の前身のひとつで、仏教の研究と漢学の振興とそれらの人材供給を目的とした学寮。江戸時代には、昌平坂学問所と並ぶ漢学研究の中心であった。現在も諏訪山吉祥寺の山門には「旃檀林」の額が掲げられている。
吉祥寺は七堂伽藍を具える大学寮であったが、東京大空襲で「経蔵」を残して全て焼失した。本堂と客殿と庫裏が再建され、往時の面影を伝えている。
駒澤大学の校歌にも、「旃檀林」という語が登場する。また、世田谷学園の発祥も旃檀林で、応援歌に「栴檀林」が登場する。

## 名称の由来
1657年に吉祥寺学寮を訪れた中国の陳道栄が、研究内容などに感動したために「旃檀林」と大書したことに因んで、命名された。「旃檀林」の名称は『証道歌』に「旃檀林に雑樹無し、鬱密深沈として獅子のみ住す」から取られたものである。